# 东北三肋果
东北三肋果（学名：Tripleurospermum tetragonospermum）为菊科三肋果属下的一个种。